# Hybognathus hankinsoni
Hybognathus hankinsoni — вид риб роду Hybognathus з родини ялецевих, його ще називають мідним гольяном. Поселяється на дні річок. Поширений в Канаді й США. Максимальна довжина — 10 см.